# Paris–Roubaix 1960

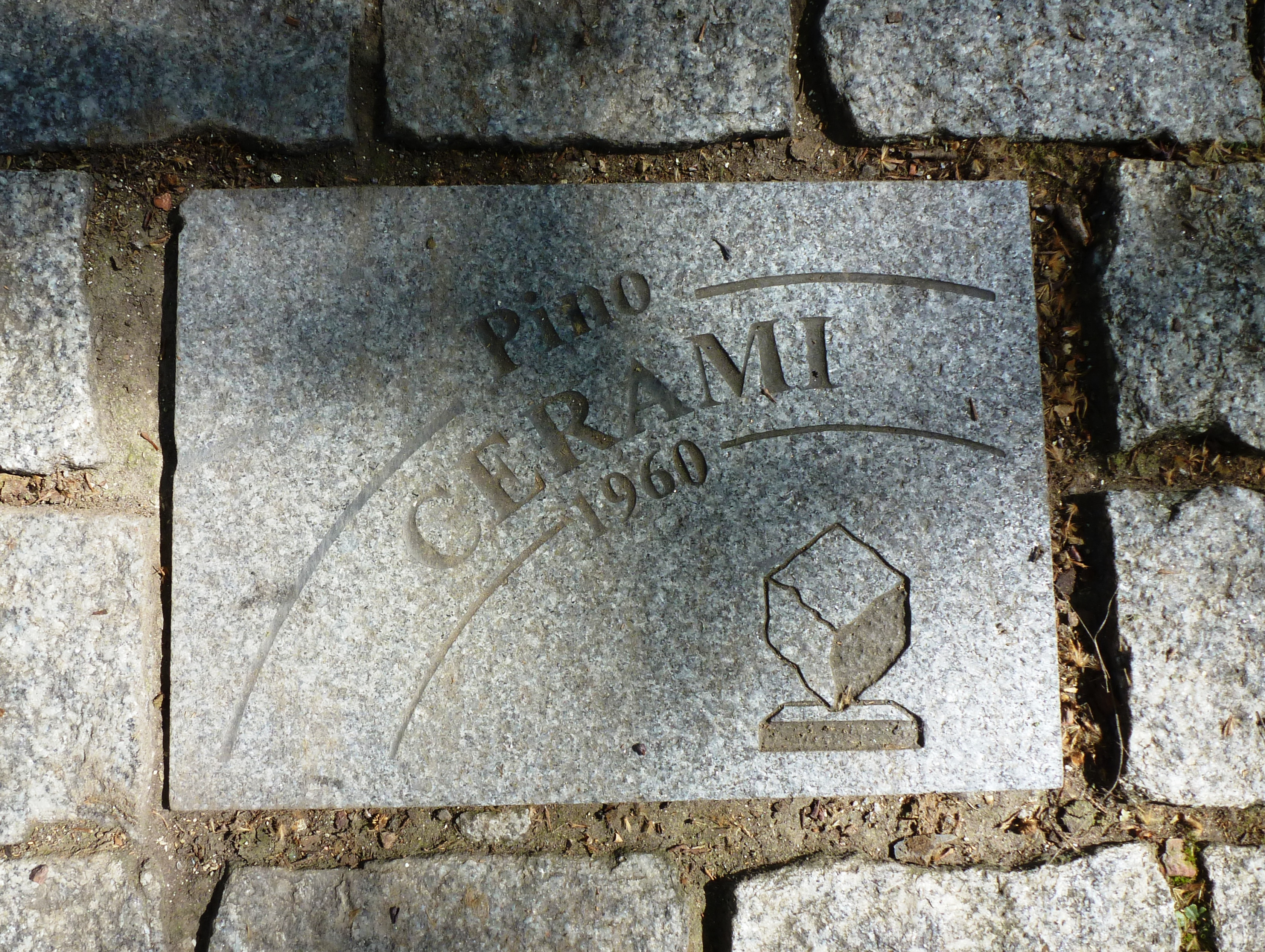
Pflasterstein zu Ehren des Siegers Pino Cerami auf der Allée Charles Crupelandt in Roubaix

Das Eintagesrennen Paris–Roubaix 1960 war die 58. Austragung des Radsportklassikers und fand am Sonntag, den 10. April 1960, statt.
Das Rennen führte von Saint-Denis, nördlich von Paris, nach Roubaix, wo es im Vélodrome André-Pétrieux endete. Die Strecke war 262,5 Kilometer lang. Es starteten 156 Fahrer, von denen sich 77 platzieren konnten. Der Sieger Pino Cerami absolvierte das Rennen mit einer Durchschnittsgeschwindigkeit von 43,538 km/h.
Der Brite Tom Simpson hatte eine längere Alleinfahrt als Führender hinter sich, als 18 Kilometer vor dem Ziel Pino Cerami und Tino Sabbadini einen erfolgreichen Ausreißversuch machten. Schnell hatten sie den ermüdeten Simpson eingeholt und passiert. Fünf Kilometer später nahm Sabbadini eine Kurve zu weit, was Cerami ermöglichte, einen Vorsprung herauszufahren. Sabbadini konnte diese Lücke nicht mehr schließen, und Cerami gewann. Simpson belegte Rang neun und war damit der erste Brite unter den ersten zehn bei Paris–Roubaix.